# Нюдзен

36°56′ пн. ш. 137°30′ сх. д. / 36.933° пн. ш. 137.500° сх. д.
Ню́дзен (яп. 入善町, にゅうぜんまち, МФА: [ɲuːd͡zeɴ mat͡ɕi̥]) — містечко в Японії, в повіті Сімо-Ніїкава префектури Тояма. Станом на 1 квітня 2009 площа містечка становила 71,29 км². Станом на 1 липня 2011 населення містечка становило 26 874 осіб.